# Thomas Stelzer
Thomas Stelzer, né le 21 février 1967 à Linz, est un homme politique autrichien membre du Parti populaire autrichien (ÖVP).

## Biographie
Il est Landeshauptmann de Haute-Autriche depuis le 6 avril 2017.